# United States Ship
Pour les articles homonymes, voir USS.

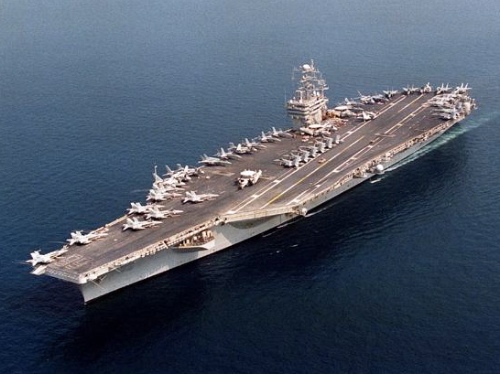
USS Nimitz proche du Golfe persique le 12 octobre 1997.

United States Ship (abrégé en USS ou U.S.S.) est un préfixe de navire utilisé pour identifier un navire en service de l'US Navy (marine américaine) et ne s'applique à un navire que lorsqu'il est en service. 
Avant la mise en service, le navire peut être appelé « unité de pré-mise en service » (pre-commissioning unit ou "PCU"), mais il est officiellement désigné par son nom sans préfixe. 
Après son retrait de service, il est désigné par son nom sans préfixe, bien que l'on désigne généralement les navires portant le préfixe Ex-U.S.S.. 
Les navires de la marine en service mais non-commissionnés portent le préfixe « USNS », qui signifie "United States Naval Ship".
Depuis les débuts de la marine américaine, il n'existait pas de méthode standard pour désigner les navires de la marine américaine jusqu'en 1907, lorsque le président Theodore Roosevelt a publié le 8 janvier l'Ordre exécutif 549 (décret) stipulant que tous les navires de la marine américaine devaient être désignés par "le nom de ce navire, précédé des mots « United States Ship » ou des lettres "U.S.S.", et d'aucun autre mot ou lettre".
Les règlements actuels de la marine définissent la classification et le statut des navires et des embarcations de la marine :
1. Le chef des opérations navales est responsable de ... l'attribution de la classification à des fins administratives aux engins sur l'eau et la désignation du statut de chaque navire et engin de service.
2. Les navires et embarcations mis en service sont appelés "United States Ship" ou "U.S.S.".
3. Les navires à équipage civil, du Military Sealift Command (Commandement militaire du transport maritime) ou d'autres commandements, désignés comme étant "en service actif" sont appelés "United States Naval Ship" ou "U.S.N.S.".
4. Les navires et engins de service désignés "état actif, en service", à l'exception de ceux décrits au paragraphe 3 du présent article, sont désignés par leur nom, lorsqu'ils sont affectés, leur classification et leur numéro de coque (par exemple, "HIGH POINT PCH-1" ou "YOGN-8").

- Règlement de la marine des États-Unis, 1990, article 0406.